# جائزة إثراء للإعلام الجديد
جائزة إثراء للإعلام الجديد صممت لتحتفي بالشباب والفتيات المشاركين في إثراء المحتوى العربي الرقمي في مجالات العلوم، التكنولوجيا، التطوع، الإبداع والابتكار، الفنون، الترفيه، الوثائقيات، الثقافة والقراءة.

## فكرة الجائزة
تدعو الجائزة جميع الشغوفين بالإعلام من المخرجين والمصورين والمعدين وكتاب السيناريو وأصحاب الأفكار الإبداعية الخلّاقة للمشاركة بفيديو إثرائي قصير، ينسجم في محتواه مع مضمون مبادرة أرامكو السعودية لإثراء الشباب التي تسعى لغرس حب المعارف والعلوم ومهارات التفكير الإبداعي والتذوق الفني والثقافي بين شباب المملكة العربية السعودية.
تُوفر «جائزة إثراء» فرصة الدعم الإنتاجي الاحترافي والتواصل المباشر مع أفضل الخبرات في هذا المجال حيث ستتضافر جهود مبدعة لإظهار الأعمال المشاركة بالشكل الذي يليق بها كإضافات نوعية.

## الفئة المستهدفة
تستهدف (جائزة إثراء) للإعلام الجديد جميع الشباب والفتيات من مختلف الفئات العمرية، المواطنين والمقيمين في المملكة العربية السعودية.

## الجوائز
- جائزة القنوات: جائزة كبرى تشمل إنتاج 10 حلقات من البرنامج الفائز.
- جائزة الأفراد: جائزة قيّمة تشمل إنتاج 10 حلقات من البرنامج الفائز.
- جائزة لأفضل 15 مشارك تشمل التدريب ودعم الإنتاج الاحترافي والتكريم في الحفل الختامي للجائزة.

## معايير الترشيح
سيتم ترشيح المشاركات بناءً على المعايير التالية:
- الفكرة: أن تكون الفكرة إبداعية، جديدة وغير مكررة أو مقتبسة.
- المحتوى بشكل عام: اتساق المحتوى مع أهداف الجائزة وتوجهها الإثرائي.
- التصوير والإخراج: أن يكون العمل متقناً تصويراً وإخراجاً بجودة عالية.
- الاستمرارية: أن يكون البرنامج قادراً على الاستمرار لعدة مواسم بشكل متجدد.

## لجنة الترشيح
هي لجنة مكونة من المحترفين وأصحاب الخبرة في صناعة الإعلام والإعلام الجديد من مختلف التخصصات على مستوى العالم العربي ومستوى العالم، ودورهم المفاضلة بين المشاركات لترشيح أفضل 15 مشاركة عن فئة الأفراد، و5 مشاركات عن فئة القنوات.

## النسخة الأولى
شارك في النسخة الأولى نحو 120 مشاركة نوعية من الأفراد، كما شاركت 4 قنوات على اليوتيوب وهي: «قناة سين، والتاسعة إلا ربع، ومدرسة إكس، وسعودي قيمر». فرزت مشاركات الأفراد لاختيار الأفضل من بينها قبل شهرين من الحفل الختامي، كما أجريت 23 مقابلة شخصية مع المتأهلين خلال مرحلة الفرز، قبل أن يتأهل 15 منهم للنهائيات، ليتنافسوا للفوز بجائزة إثراء للإعلام الجديد.
مدينتا الرياض وجدة هي الأكثر من حيث عدد المشاركين، مقارنة ببقية المناطق، وبلغت نسبة المشاركين من الذكور في المسابقة نحو 80%، فيما بلغت نسبة الإناث المشاركات 20%، وتراوحت أعمار المشاركين بين 19 و35 عاماً، وتركزت أغلب المشاركات في الموضوعات التي تدور حول العلوم والثقافة.

### الفائزين في المركز الأول في النسخة الأولى
| البرنامج  | المقدم       | الفئة          | القناة    |
| --------- | ------------ | -------------- | --------- |
| يوريكا شو | علي البحراني | فئة الأفراد    |           |
| وايز      |              | قنوات اليوتيوب | مدرسة إكس |
| أبطال أول | فرح عارف     | جائزة الجمهور  |           |